# Tornparken

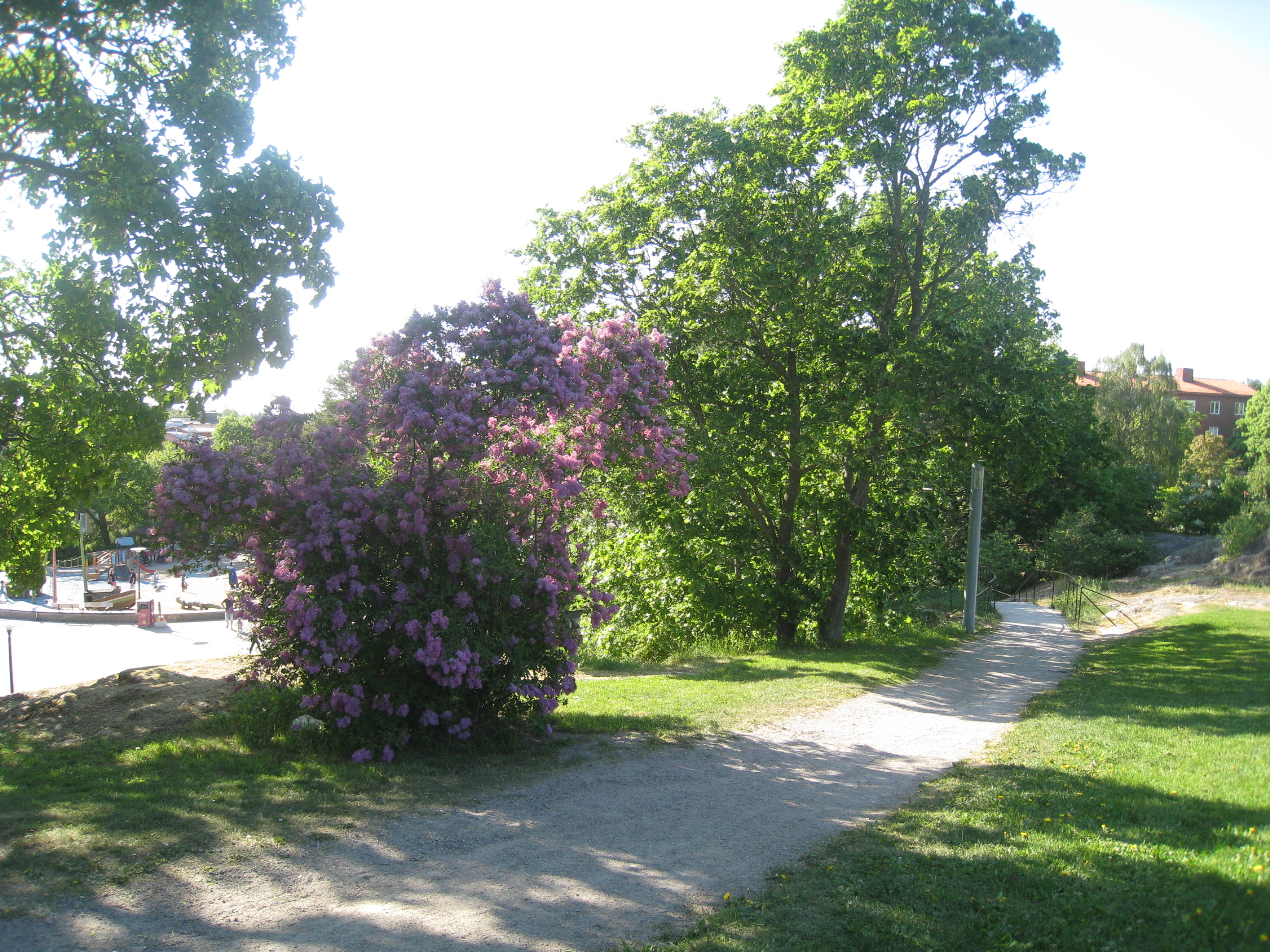
Tornparken i Centrala Sundbyberg.

Tornparken är en park i centrala Sundbyberg. I parken finns bland annat en plaskdamm, en lekpark och en fotbollsplan, det fanns även fritidsverksamhet där, men huset där verksamheten drevs brann ner under 2003 och kommunen tog beslutet att inte satsa på en återuppbyggnad. En dansbana finns också och under 1940-talet och 1950-talet var det väldigt populärt att samlas där och dansa. Här firades också varje år midsommar, arrangör var Sundbybergs Hembygdsförening. Under 1970-talet satsade man på allsång  kvitterkvällarna, vilket var mycket populärt. 
Tornparken har fått sitt namn efter Vattentornet i Sundbyberg, som är beläget där. Vid uppförandet 1912 stod byggnaden i sin helhet som symbol för det moderna Sundbybergs framväxt. Vattnet hämtades från Brunkebergsåsen vid Ulriksdal och pumpades upp i tornets cistern, som rymde 400 kubikmeter vatten. Tornet stod färdigt 1912 och arkitekt var Ivar Tengbom, som under 1910- och 20-talen var en av landets mest framgångsrika och inflytelserika arkitekter. Han förknippas med prestigefyllda uppdrag som Enskilda banken och Handelshögskolan i Stockholm.
Tornet är 27 meter högt och har fem våningsplan, inklusive cisternen på femte våningen. Högst upp i tornet finns en terrass. Redan 1926 blev vattentornet utan funktion, eftersom Sundbyberg då bytte vattentäkt till Görväln i Mälaren, samtidigt som ledningsnät och reservoarsystem förändrades. Under 2005  bestämdes det genom en folkomröstning att tornet skulle byggas om till ett café. I det gamla vattentornet finns nu en restaurang. Det finns dock flera skyddsbestämmelser för vattentornet: byggnaden får till exempel inte rivas och exteriören får inte förvanskas. Vattentornet är Q-märkt.

## Bilder

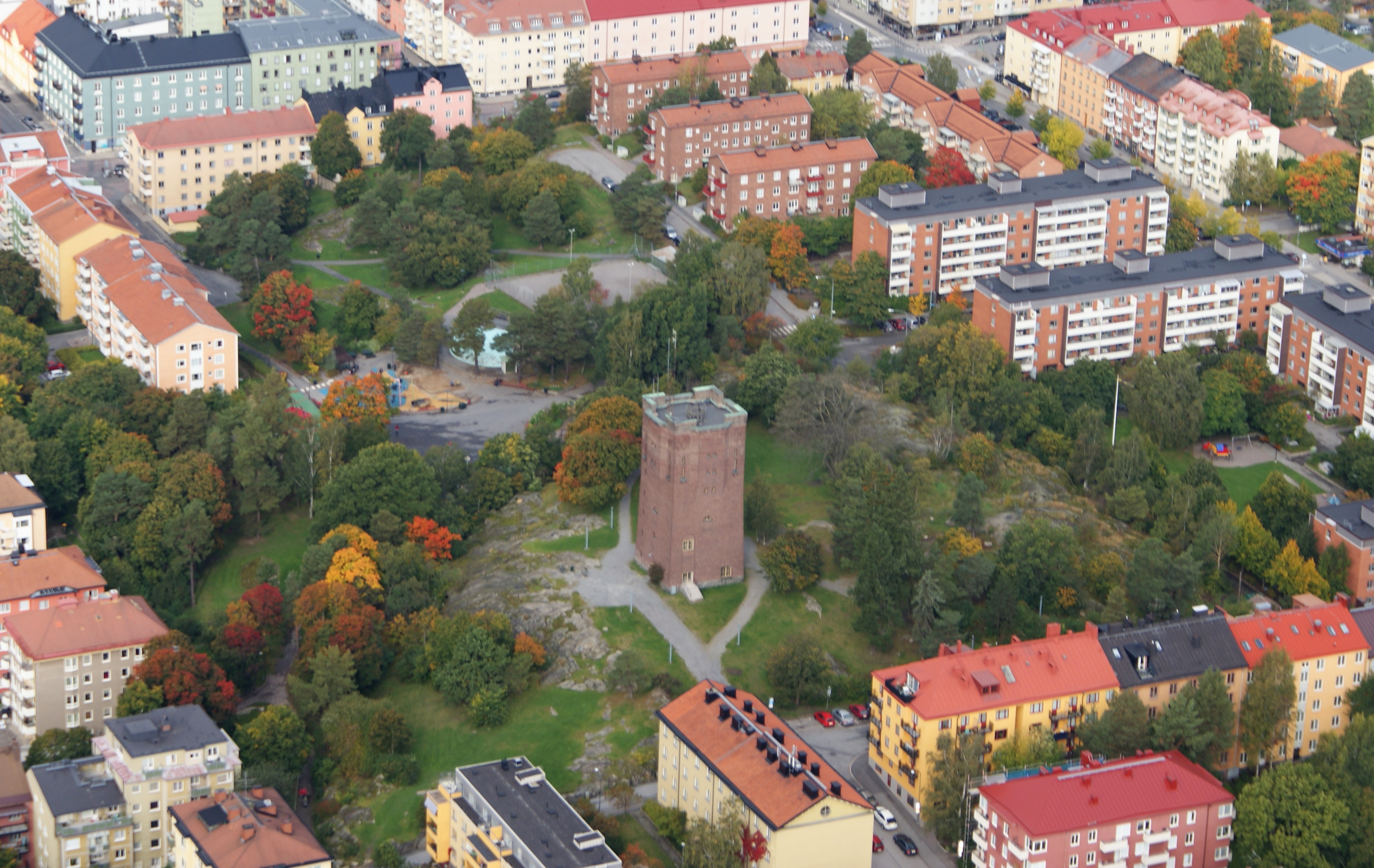
Tornparken sedd från helikopter.
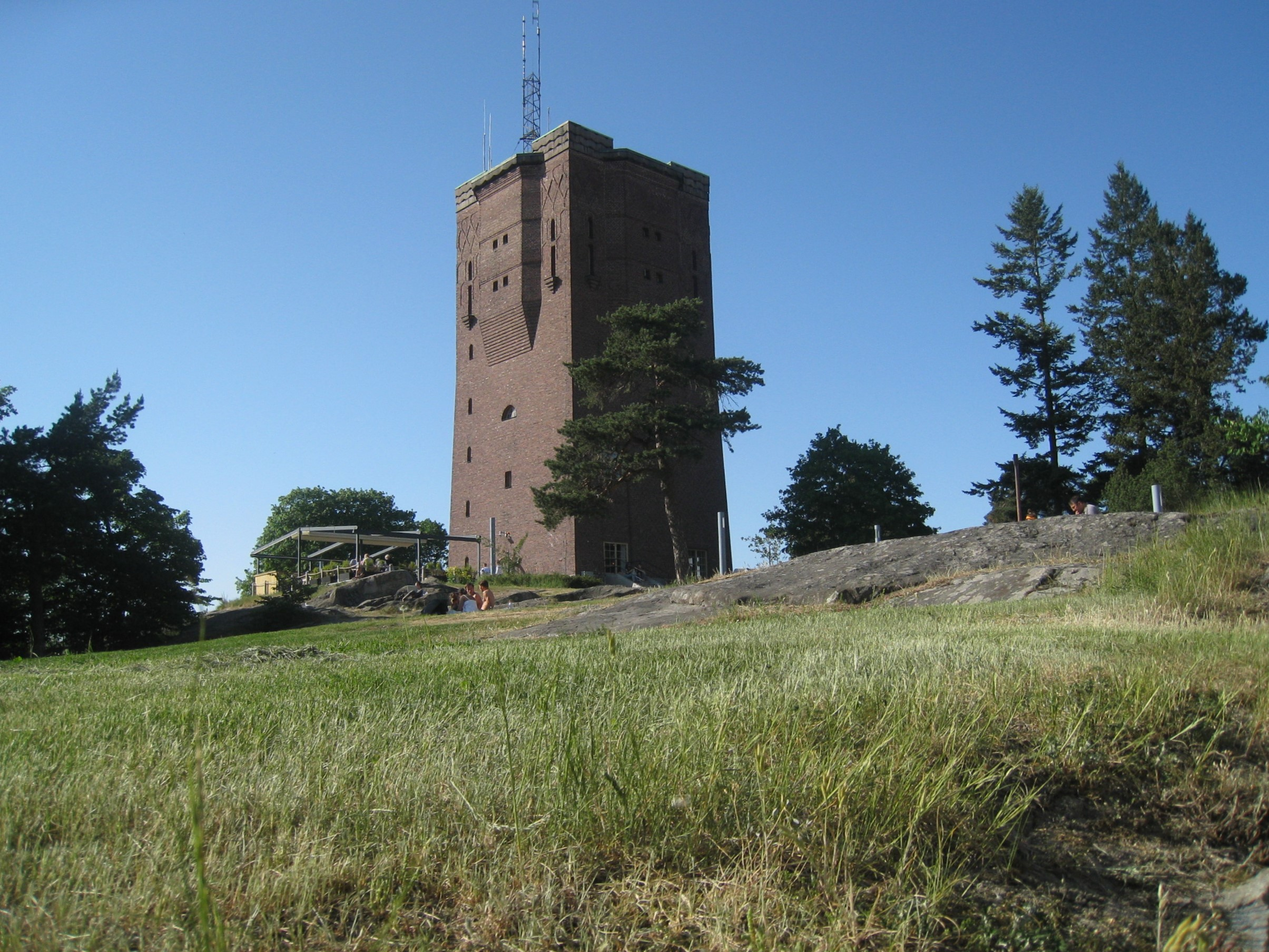
Vattentornet i Sundbyberg ligger mitt i Tornparken.
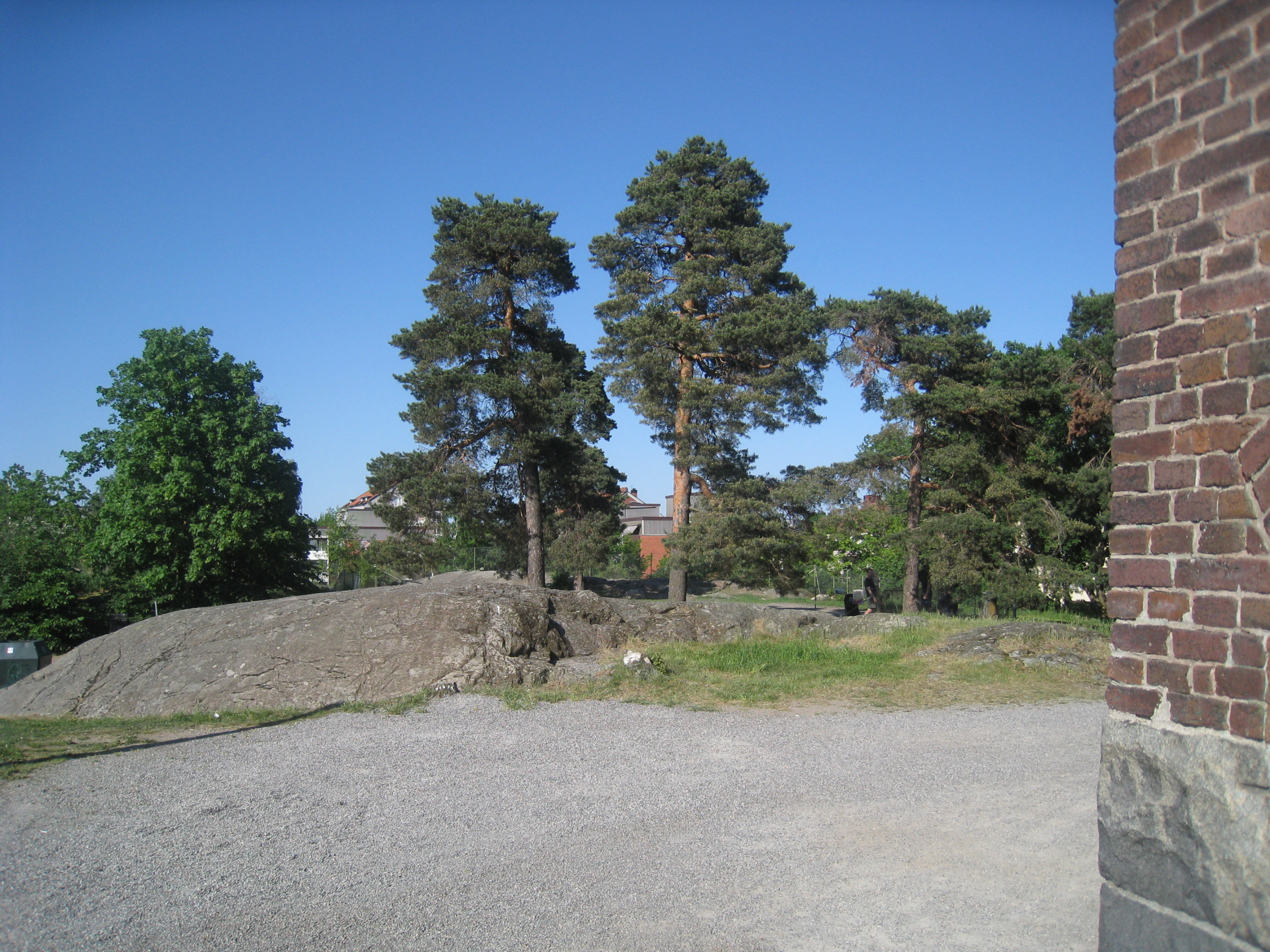
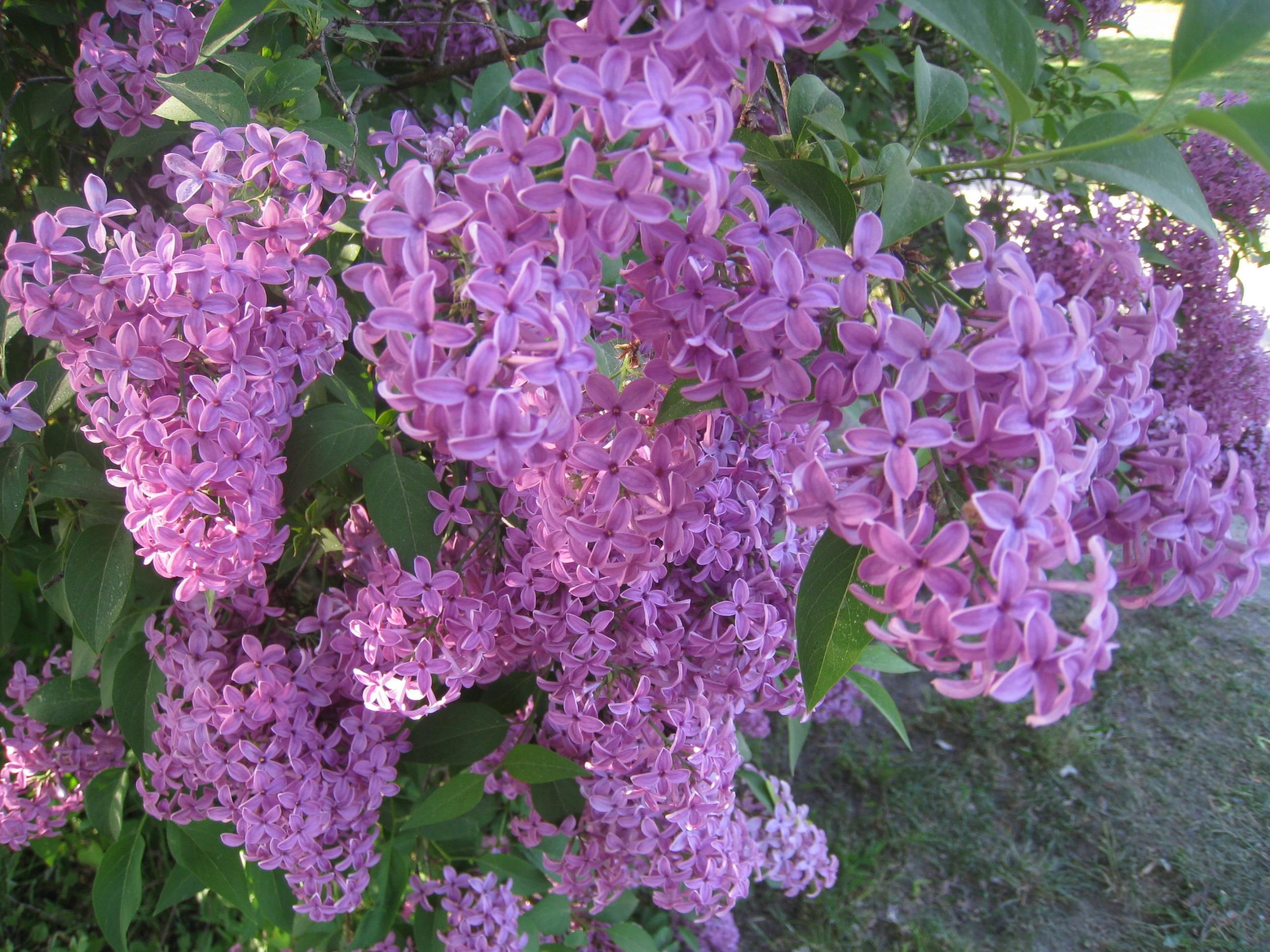
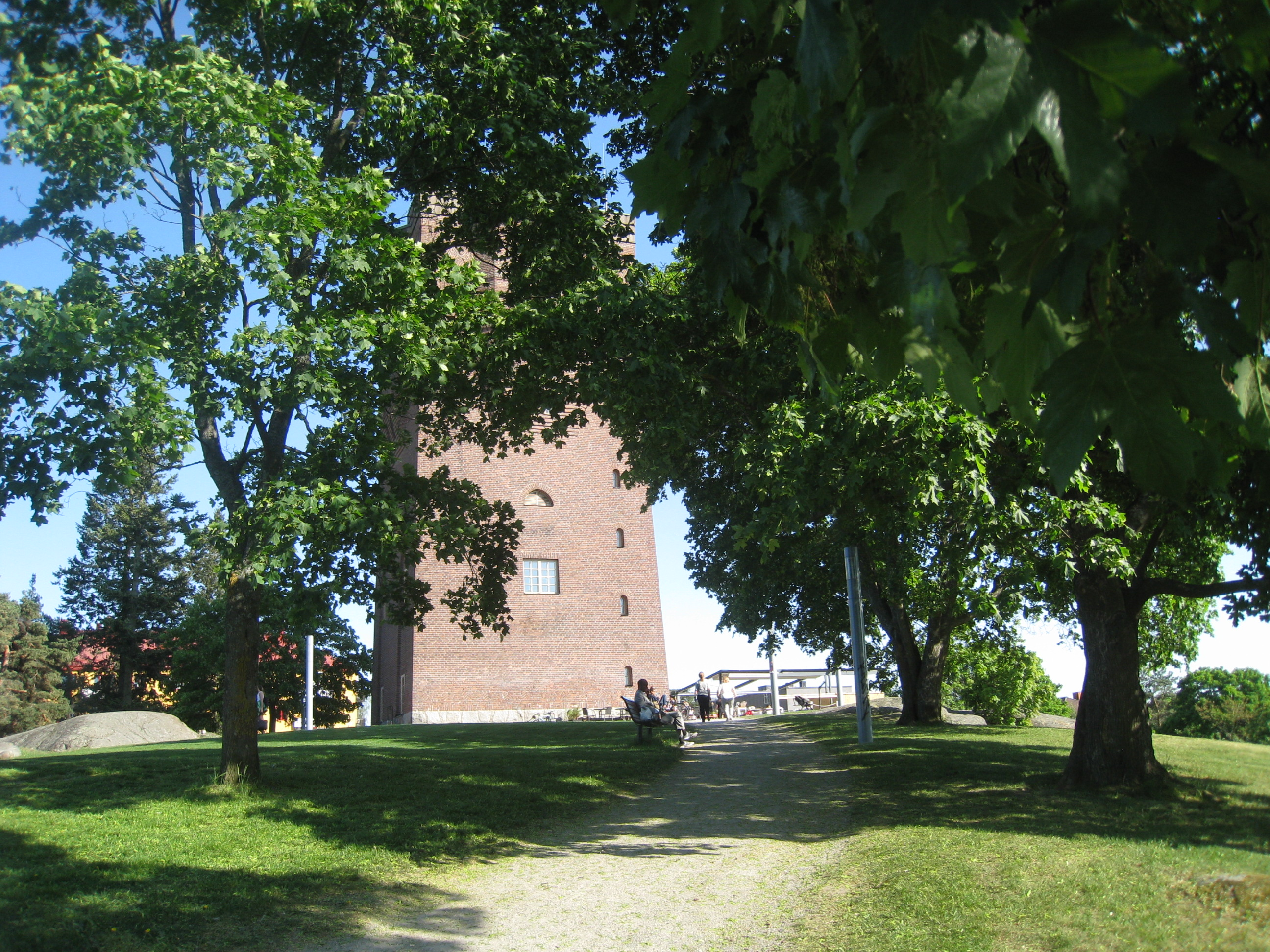
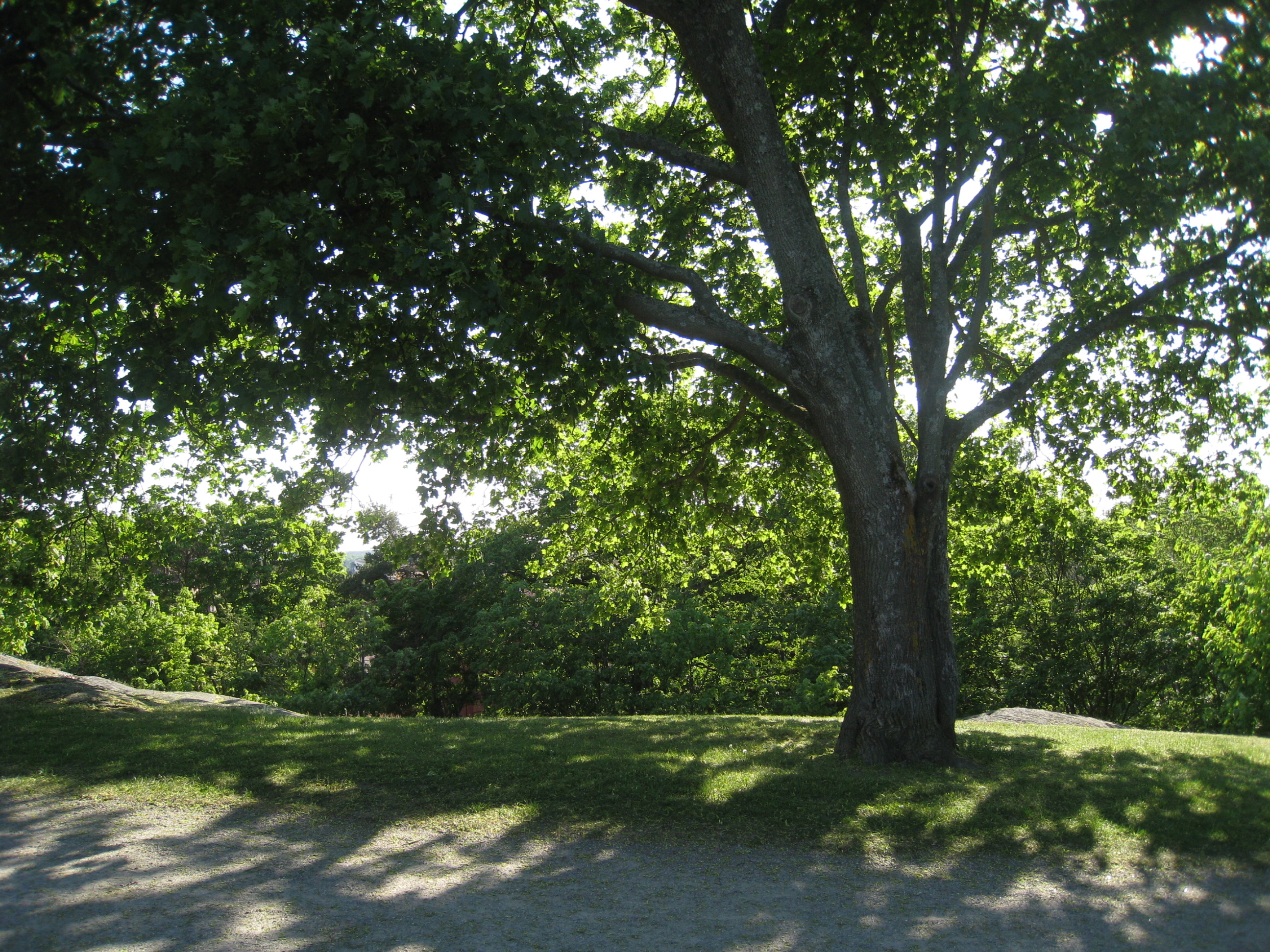
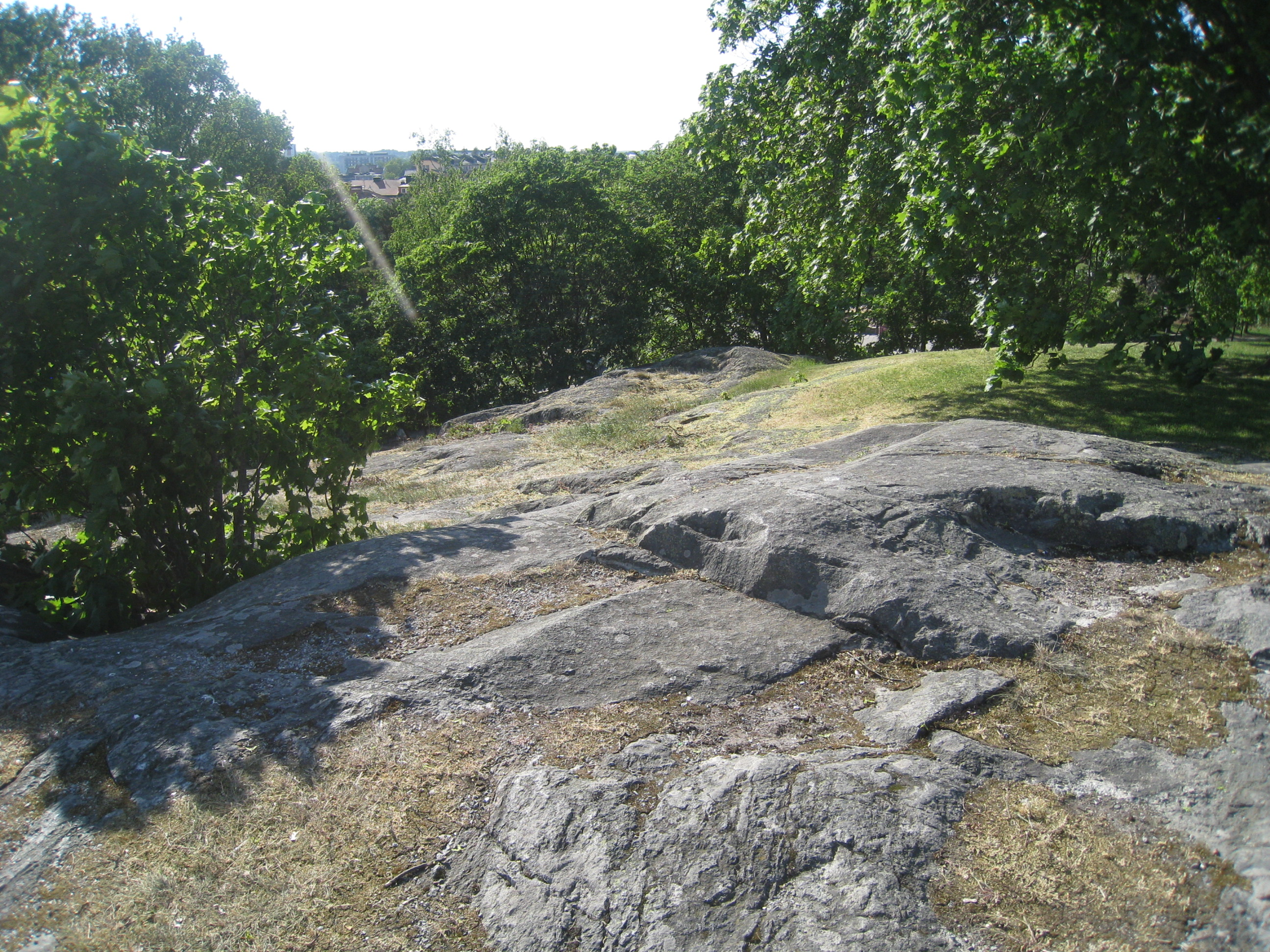